# Johannes Hendrik Thiel
Johannes Hendrik Thiel (Amsterdam, 27 januari 1896 - Utrecht, 19 mei 1974) was een Nederlands klassiek filoloog en oudhistoricus.

## Leven
Thiel's ouders, de advocaat Jan Hendrik Thiel en Thiska, née Wehrbein, verhuisden in 1903 naar Haarlem, waar Johannes Hendrik Thiel naar het gymnasium ging. In 1914 begon hij klassieke filologie te studeren aan de Universiteit van Amsterdam. De Eerste Wereldoorlog wekte zijn interesse voor geschiedenis. Zijn academische leraar was de oudhistoricus Ursul Philip Boissevain. Dit werd in 1920/21 gevolgd door een studiejaar in Berlijn bij de Griekse geleerde Ulrich von Wilamowitz-Moellendorf en de historicus Eduard Meyer. Op 31 mei 1922 voltooide hij zijn doctoraat onder Boissevain met een proefschrift over Xenophon; zijn verwachtingen om benoemd te worden tot Boissevains opvolger werden niet vervuld. In de zomer van 1922, na zijn huwelijk, werd hij leraar oude talen aan zijn oude gymnasium in Haarlem. Vanaf 1927 was hij assistent van de klassiek archeoloog en oudhistoricus Alexander Willem Byvanck als privaatdocent oude geschiedenis aan de Universiteit Leiden, en in 1930 werd hij universitair hoofddocent. In 1938 werd hij lid van de Koninklijke Nederlandse Academie van Wetenschappen. Tijdens de Duitse bezetting nam hij, net als veel andere Nederlandse hoogleraren, ontslag na de bomexplosie in Leiden (1942). Na zijn vrijlating zat hij tijdelijk gevangen en moest daarna oppassen. In zijn vrije tijd wijdde Thiel zich aan een nieuw onderwerp, de oude marinegeschiedenis. In 1946 werd Thiel benoemd op de leerstoel Oude Geschiedenis aan de Universiteit van Utrecht, als opvolger van Hendrik Bolkestein. De bijna 50-jarige hield een programmatische inaugurele rede over de onafhankelijkheid van Klassieke Archeologie en Klassieke Studies. In 1964 ging hij met emeritaat.

## Onderwijs
In de eerste fase van zijn academische carrière richtte Thiel zich op oude Griekse rechtsbronnen. Later richtte hij zich op antieke biografieën, vooral de levens van Romeinse keizers. De derde fase van zijn academische werk was gewijd aan de Romeinse marinegeschiedenis. Twee delen van zijn onvoltooide hoofdwerk werden gepubliceerd: Studies over de geschiedenis van de Romeinse zeemacht in de republikeinse tijd (1946) en Een geschiedenis van de Romeinse zeemacht vóór de tweede Punische oorlog (1954).

## Persoonlijkheid
Thiel was erg schuchter en zelfs na 40 jaar lesgeven vond hij het nog steeds moeilijk om elke keer de collegezaal te betreden. Hij stelde hoge eisen aan zichzelf en zijn medemensen en kon snel boos worden bij tekenen van luiheid, maar zonder haat. Voor hem waren overtuiging, inzet en persoonlijkheid centrale kenmerken van de historicus of wetenschapper. Hij zag de wetenschapper dan ook als een eenling; hij geloofde niet in teamwork.
Ondanks zijn persoonlijke afstand tot zijn tijdgenoten was hij zeer populair en gerespecteerd door middelbare scholieren en studenten, die, volgens zijn overlijdensbericht, bijna “lyrisch” waren over zijn manier van lesgeven. In het begin van de jaren 1960 trokken collega-historici misschien hun neus op voor zijn uitspraak dat als hij in de tijd van Julius Caesar had geleefd, hij zich bij diens moordenaars zou hebben gevoegd “om hem te geven wat hem toekomt” - maar hierdoor won hij het respect en de genegenheid van de studenten.
- Bibliothèque nationale de France: cb12021654p (data)
- Biografisch Portaal: 09114268
- Digitale Bibliotheek voor de Nederlandse Letteren: thie017
- Gemeinsame Normdatei: 12023372X
- International Standard Name Identifier: 0000 0001 0884 6607
- Library of Congress Control Number: nr95011778
- Nationale Bibliotheek van Tsjechië: jo2007399867
- Nationale Bibliotheek van Israël: 987007289378805171
- Nederlandse Thesaurus van Auteursnamen: 068419929
- Système universitaire de documentation: 028366409
- Virtual International Authority File: 32009204
- WorldCat: E39PBJgtbJtdbHFkHvt4fGF9Xd